# 杜镒
杜镒（？—？），明朝人，是一名明朝政治人物。
杜镒曾于1399年接替张守约任上海县知县一职，1416年左右闕名者接任。